# Gerda Meissner
Charlotte Gerda Meissner (verehelichte Gerda Mahlau; * 13. Februar 1910 in Berlin; † 18. Dezember 1988 ebenda) war eine deutsche Hörspielsprecherin und Schauspielerin.

## Leben und Wirken
Die Tochter des Arztes Reinhold Meissner und seiner Frau Charlotte, geb. Rothe, hatte bereits eine lange Theaterlaufbahn hinter sich, als sie in den 1970er Jahren begann, in Hörspielen des Regisseurs und Produzenten Kurt Vethake mitzuwirken. Vorlagen zu den Hörspielen lieferten u. a. Werke von Astrid Lindgren und Karl May. Bekannte Hörspielserien, in denen sie diversen Figuren ihre Stimme lieh, sind Benjamin Blümchen, Fünf Freunde und Nesthäkchen. In den meisten dieser Produktionen sprach auch ihr Ehemann Hans Mahlau, mit dem sie seit 1960 verheiratet war, eine Rolle.
Gelegentlich war Meissner auch in Fernsehproduktionen zu sehen. Im Fernsehfilm Die Zeit dazwischen (1981) erschien sie als alte Frau. Zudem wirkte sie in der Serie Neues aus Uhlenbusch und in dem Kriminalfilm Fluchthelfer gesucht mit.
Gerda Meissner, zuletzt am Südwestkorso in der Künstlerkolonie Berlin wohnhaft, starb am 18. Dezember 1988 im Alter von 78 Jahren im Sankt-Gertrauden-Krankenhaus in Berlin-Wilmersdorf.

## Hörspiele
- 1972: Tim und Struppi – Der Fall Bienlein
- 1972: Der Pfadfinder
- 1972: Timm Thaler (2 Folgen)
- 1973: Das Zauberpferd
- 1973: Aladdin und die Wunderlampe
- 1974: Onkel Toms Hütte
- 1974: Pole Poppenspäler
- 1974: Das Märchen vom falschen Prinzen
- 1974: Rasmus und der Landstreicher
- 1974: Der kleine Muck
- 1974: Der kleine Virgil
- 1975: Nesthäkchen
- 1975: Nesthäkchen und ihre Puppen
- 1975: Nesthäkchens erstes Schuljahr
- 1975: Die Borgmännchen
- 1975: Karl May: In den Schluchten des Balkan
- 1975: Die Kinder aus der Krachmacherstraße
- 1975: Tim und Struppi – Der blaue Lotos
- 1975: Karl May: Durchs wilde Kurdistan
- 1976: Familie Feuerstein – Aufregung im Mammuttal
- 1976: Yogi Bär (2 Folgen)
- 1976: Karl May: Satan und Ischariot I (2 Folgen)
- 1976: Karl May: Der blaurote Methusalem I
- 1976: Enid Blyton: Geheimnis um eine giftige Feder
- 1976: Old Surehand II
- 1976: Immer dieser Michel
- 1976: Michel muss mehr Männchen machen
- 1976: Karl May: Die Pyramide des Sonnengottes
- 1977: Konrad oder Das Kind aus der Konservenbüchse
- 1977: Kasper Laris neue Kleider
- 1977: Fünf Freunde, Folge 2
- 1977: Geheimpolizei Schwarze Sieben
- 1979: Benjamin Blümchen (2 Folgen)
- 1979: Benjamin Blümchen
- 1980: Rosenresli (Neuauflage)
- 1983: Das Wirtshaus im Spessart

## Filmografie
- 1979: Neues aus Uhlenbusch (Folge 2x05 Anna und die Gärten)
- 1979: Fluchthelfer gesucht (Fernsehfilm)
- 1981: Die Zeit dazwischen (Fernsehfilm)